# Emilio Giassetti
Emilio Giassetti, (nacido el 11 de febrero de 1906 en Trieste, Italia) fue un jugador de baloncesto italiano. Fue medalla de plata con Italia en el Eurobasket de Letonia 1937.

## Trayectoria
- Ginnastica Triestina (1930-1934)
- Olimpia Milano (1936-1937)

## Palmarés
- LEGA: 5

Ginnastica Triestina : 1930, 1932, 1934
Olimpia Milano: 1936, 1937